# 條紋長背魮
條紋長背魮（学名：Labiobarbus fasciatus）为輻鰭魚綱鯉形目鲤科長背魮屬的其中一種，分布於亞洲馬來西亞及印尼，體長可達26公分，棲息在中底層水域。